# 자그로스잎가락도마뱀붙이
자그로스잎가락도마뱀붙이(Asaccus zagrosicus)는 이란에 고유한 잎가락도마뱀붙이류의 일종이다. 모식표본은 2008년에 자그로스산맥 중부와 쿠제스탄평원(:en:Khuzestan Plain) 사이 탕에하프트(Tang-e-Haft)지역의 로레스탄주 남부에서 수집하였다.
길이는 44–55 mm (1.7–2.2 in) 정도로 동남아잎가락도마뱀붙이속 중에서는 평범하다. 수컷은 암컷보다 살짝 길다. 암컷은 봄과 여름에 임산한다. 자그로스잎가락과 동남아잎가락도마뱀붙이속의 다른 종들은 다음과 같은 특징들을 기반으로 구분할 수 있다: 이차앞턱비늘(secondary postmental scale)은 아랫입술비늘과 닿지 않고, 빨판은 발톱 너머로 뻗치지 않으며, 몸의 길이는 40mm를 넘을 수 있다.
동남아잎가락도마뱀붙이속은 애벌레 따위의 작은 곤충을 먹고 산다. 밤에 활동하는 것으로 밝혀졌으며, 낮에는 탕에하프트 지역의 굴 안에 틀어박혀있다. 자그로스잎가락과 같은 곳에서 사는 파충류는 Hemidactylus sp., Cyrtopodion scabrum, Pseudocerastes persicus fieldi 따위가 있다.